# Chili (Nueva York)
Chili (/ˈtʃaɪlaɪ/ es un pueblo ubicado en el condado de Monroe, en el estado estadounidense de Nueva York. En el año 2000, tenía una población de 27 638 habitantes y una densidad poblacional de 267 personas por km².

## Geografía
Chili se encuentra ubicado en las coordenadas 43°06′14″N 77°45′10″O / 43.10389, -77.75278.

## Demografía
Según la Oficina del Censo, en 2000 los ingresos medios por hogar en la localidad eran de USD55 097, mientras que los ingresos medios por familia eran USD61 481. Los hombres tenían ingresos medios de USD45 156 frente a los USD29 903 para las mujeres. La renta per cápita para la localidad era de USD23 887. Alrededor del 3,6% de la población estaba por debajo del umbral de pobreza.